# Xanthodaphne egregia
Xanthodaphne egregia é uma espécie de gastrópode do gênero Xanthodaphne, pertencente a família Raphitomidae.